# تی ماروا
تی ماروا (به لاتین: Te Marua) یک منطقهٔ مسکونی در نیوزیلند است که در Wellington Region واقع شده‌است. تی ماروا ۱٬۰۶۸ نفر جمعیت دارد.